# Boromisza Tibor (püspök)
Boromisza Tibor (Kalocsa, 1840. július 18. – Szatmárnémeti, 1928. július 9.) római katolikus pap, 1906-tól haláláig szatmári püspök.

## Pályafutása
Filozófiai tanulmányait Rómában, a teológiát Kalocsán végezte, doktorátust Rómában szerzett. 1863. július 18-án szentelték pappá. 
Először káplánként, majd 1869-től a tanítóképző hittanáraként szolgált. Jánoshalmán volt plébános, 1881-től iskolalátogató, 1890-től hévízi címzetes apát, 1893-tól pedig a kalocsai kanonok és a papnevelő rektora. 1895-ben főesperessé, 1901-től pápai prelátussá, 1902-től káptalani, majd általános helynökké és az érsek jószágkormányzójává nevezték ki. 

### Püspöki pályafutása
1906. augusztus 3-án szatmári püspökké nevezték ki. Szeptember 30-án szentelte püspökké Samassa József egri érsek, Párvy Sándor szepesi püspök és Szmrecsányi Lajos egri segédpüspök segédletével. Október 7-én iktatták be hivatalába.
Nevéhez fűződik a szatmárnémeti püspöki palota kápolnájának 1908-as átépítése. 1913-ban Szatmárnémetiben letelepítette a ferenceseket, 1918-ban pedig megalapította a Szent Erzsébet Leánygimnáziumot. Az Országos Katolikus Szövetség alelnökeként is működött.